# Bruno Nicolè
Bruno Nicolè (24. únor 1940 Padova, Italské království – 27. listopad 2019 Pordenone, Itálie) byl italský fotbalový záložník a trenér.
V pouhých 16 letech debutoval v dresu Padovy v roce 1956. Po jedné vydařené sezoně byl koupen Juventusem za 70 milionů lir + hostování Hamrina. Hrával na pozici středního útočníka, kde hrál s Charlesem a Sívorim. Ale po určitém čase se stáhnul do zálohy. V roce 1958 byl v anketě o Zlatý míč 1958 byl na 19. místě. Za Bianconeri odehrál celkem 174 utkání a vstřelil 63 branek. Získal s ní tři tituly (1957/58, 1959/60, 1960/61) a dva italské poháry (1958/59, 1959/60). Často bojoval s nadváhou a svalovými problémy. I proto byl v roce 1964 vyměněn za Menichellim do Říma. Za vlky odehrál jen jednu sezonu, ale vyhrál sní svůj třetí Italský pohár 1963/64. Po roce měnil dres. Odešel do Mantovy, ve které vydržel rok. Poté ještě hrál za Sampdorii a roce 1967 ukončil kariéru v pouhých 27 let v druholigovém celku Alessandria.
Za reprezentaci odehrál osm utkání, ale má dva rekordy, které nebyli překonány. Při svém debutu 9. listopadu roku 1958 vstřelil dvě branky Francii (2:2), bylo mu 18 let a 258 dní.  Další rekord je z 25. dubna roku 1961. To se hrálo přátelské utkání proti Sev. Irsku (3:2). Do utkání nastoupil jako nejmladší kapitán v historii (21 let a 61 dní).

## Hráčská statistika
| Sezóna  | Klub        | Liga    | Liga   | Liga | Ligové poháry | Ligové poháry | Ligové poháry | Kontinentální poháry | Kontinentální poháry | Kontinentální poháry | Celkem | Celkem |
| Sezóna  | Klub        | Soutěž  | Zápasy | Góly | Soutěž        | Zápasy        | Góly          | Soutěž               | Zápasy               | Góly                 | Zápasy | Góly   |
| ------- | ----------- | ------- | ------ | ---- | ------------- | ------------- | ------------- | -------------------- | -------------------- | -------------------- | ------ | ------ |
| 1956/57 | Padova      | Serie A | 12     | 2    | -             | 0             | 0             | -                    | 0                    | 0                    | 12     | 2      |
| 1957/58 | Juventus    | Serie A | 21     | 1    | IP            | 2             | 2             | -                    | 0                    | 0                    | 23     | 3      |
| 1958/59 | Juventus    | Serie A | 20     | 13   | IP            | 3             | 2             | -                    | 0                    | 0                    | 23     | 15     |
| 1959/60 | Juventus    | Serie A | 31     | 10   | IP            | 4             | 1             | -                    | 0                    | 0                    | 35     | 11     |
| 1960/61 | Juventus    | Serie A | 29     | 13   | IP            | 4             | 2             | PMEZ                 | 2                    | 1                    | 35     | 16     |
| 1961/62 | Juventus    | Serie A | 27     | 8    | IP            | 5             | 1             | PMEZ+Stř.P           | 7+5                  | 3+1                  | 44     | 13     |
| 1962/63 | Juventus    | Serie A | 12     | 1    | IP            | 2             | 4             | -                    | 0                    | 0                    | 14     | 5      |
| 1963/64 | Mantova     | Serie A | 19     | 2    | IP            | 3             | 2             | -                    | 0                    | 0                    | 22     | 4      |
| 1964/65 | Řím         | Serie A | 13     | 2    | IP            | 1             | 0             | Vel.P                | 5                    | 1                    | 19     | 3      |
| 1965    | Sampdoria   | Serie A | 8      | 0    | IP            | 1             | 0             | -                    | 0                    | 0                    | 9      | 0      |
| 1965/66 | Alessandria | Serie B | 17     | 3    | -             | 0             | 0             | -                    | 0                    | 0                    | 17     | 3      |
| 1966/67 | Alessandria | Serie B | 7      | 1    | -             | 0             | 0             | -                    | 0                    | 0                    | 7      | 7      |
| Celkem  | Celkem      | Celkem  | 216    | 56   | -             | 24            | 14            | -                    | 19                   | 6                    | 260    | 76     |

## Hráčské úspěchy

### Klubové
- 3× vítěz 1. italské ligy (1957/58, 1959/60, 1960/61)
- 3× vítěz italského poháru (1958/59, 1959/60, 1963/64)

### Reprezentační
- 1× na MP (1955–1960)